# It's a Matter of Time
"It's a Matter of Time" ("Es una cuestión de tiempo") es una canción del género country compuesta Clive Westlake, que logró gran popularidad en la versión de Elvis Presley que la grabó en 1972  previamente a comenzar su gira por los Estados Unidos en abril de ese mismo año. Editada por RCA como disco simple con la canción "Burning Love" en la cara A, el sencillo se convirtió rápidamente en un éxito, entrando en varias listas de éxitos y vendiendo más de 1.000.000 de copias a nivel local. La RIAA lo certificaría como disco de platino.

## Antecedentes y grabación
Para 1972 Elvis estaba en su proceso de separación de su esposa Priscilla Bealieu y aunque el divorcio se concretaría recién al año siguiente, estaban ya separados de hecho. Esa situación sentimental lo llevaba a Elvis a querer grabar solamente canciones que reflejasen su estado anímico del momento y sus sentimientos más íntimos. A la vez el productor Felton Jarvis debió convencer a Presley de volver a un estudio para registrar nuevos temas ya que el artista no encontraba un momento oportuno para salir de su ensimismamiento.
Finalmente Jarvis logró persuadir a Presley y se llevó a cabo una sesión de grabación en marzo de 1972 en el estudio C de Hollywood. Elvis encontró la letra del compositor británico Westlake apropiada y se asociaba a su momento personal, por lo que la escogió como una de las canciones a grabar para su nuevo sencillo. Westlake a su vez sería un compositor al que Presley recurriría nuevamente para registrar otros éxitos como "Twenty Days And Twenty Nights" y "How The Web Was Waven".
Jarvis a través de la masterización posiblemente quitó algo del ímpetu y de la pureza con la que Elvis había registrado el tema, pero de todas maneras puede decirse que la canción no tuvo demasiados arreglos y que la versión registrada conservó buena parte de la esencia original.

## Músicos
- Elvis Presley - voz
- James Burton - guitarra eléctrica líder
- John Wilkinson - guitarra eléctrica rítmica
- Charlie Hodge - guitarra acústica rítmica y coros
- Emory Gordy - bajo
- Ronnie Tutt - batería
- Glen D. Hardin - piano
- J.D. Sumner & The Stamps - coros

### En sobregrabado
- Jerry Carrigan - percusiones.
- Dennis Linde - guitarra [1]

## Letra
La canción hace referencia a un hombre que ha pasado algún tiempo alejado de su mujer y que siente ansias por regresar a su hogar junto a ella, por lo que considera que solo es cuestión de tiempo que puedan volver a estar juntos. 
It's a matter of time before I go back there
A matter of time, oh Lord, before I go home
It's a long way I know and the goin' ain't easy

She'll see me again it's a matter of time

## Listas
| Listas (1972)                  | Posición alcanzada |
| ------------------------------ | ------------------ |
| Billboard Country Chart        | 36                 |
| Billboard Easy Listening Chart | 9                  |
| RYM                            | 51                 |

## En la cultura popular
La ficción de la canción se entremezcla con la realidad en el conflicto de pareja por el que pasó Elvis con su exesposa. En el libro autobiográfico Elvis y yo,  Priscilla cuenta que tras la separación de hecho la pareja siguió en contacto más allá de que pasaron por períodos de conflictos, aunque en general mantuvieron hasta los últimos días de vida de Elvis una relación amistosa. En esa etapa en algunas conversaciones ellos barajaron la posibilidad de volver a estar juntos. La primera vez fue apenas decidieron separarse que Elvis le comentó acerca de reconciliarse "Tal vez en otro tiempo... tal vez en otro lugar". Años más tarde durante una conversación telefónica ante la pregunta de Elvis de si existiría algún modo de que lo de ellos volviese a funcionar ella le respondería que "tal vez algún día llegaría el momento adecuado".